# Nancy Storrs
Nancy Hitchcock Storrs (24 de marzo de 1950-8 de septiembre de 2023) es una deportista estadounidense que compitió en remo. Ganó dos medallas de plata en el Campeonato Mundial de Remo, en los años 1975 y 1978.

## Palmarés internacional
| Campeonato Mundial | Campeonato Mundial        | Campeonato Mundial | Campeonato Mundial |
| Año                | Lugar                     | Medalla            | Prueba             |
| ------------------ | ------------------------- | ------------------ | ------------------ |
| 1975               | Nottingham (Reino Unido)  | Medalla de plata   | Ocho con timonel   |
| 1978               | Cambridge (Nueva Zelanda) | Medalla de plata   | Cuatro con timonel |